# 歩兵第99連隊
歩兵第99連隊（ほへいだい99れんたい、歩兵第九十九聯隊）は、大日本帝国陸軍の連隊の一つ。

## 沿革
1944年（昭和19年）7月6日、北海道防衛を目的に新設された第77師団の歩兵連隊の一つとして旭川で編成された。兵力補充は旭川師管区の歩兵第2補充隊で担当した。同年4月26日、軍旗拝受。1945年（昭和20年）5月、戦局が逼迫するに当たり九州南部へと転進。吹上浜方面への米軍上陸が予想されたため、川内方面に沿岸防御陣地を構築した。7月から加治木（現姶良市）に転進し機動打撃部隊の訓練中に終戦を迎えた。

## 歴代連隊長
| 代 | 氏名     | 在任期間        | 出身校・期 | 備考 |
| -- | -------- | --------------- | ---------- | ---- |
| 1  | 山口武臣 | 1944.4.1 - 終戦 | 陸士27期   |      |